# Mikiphone

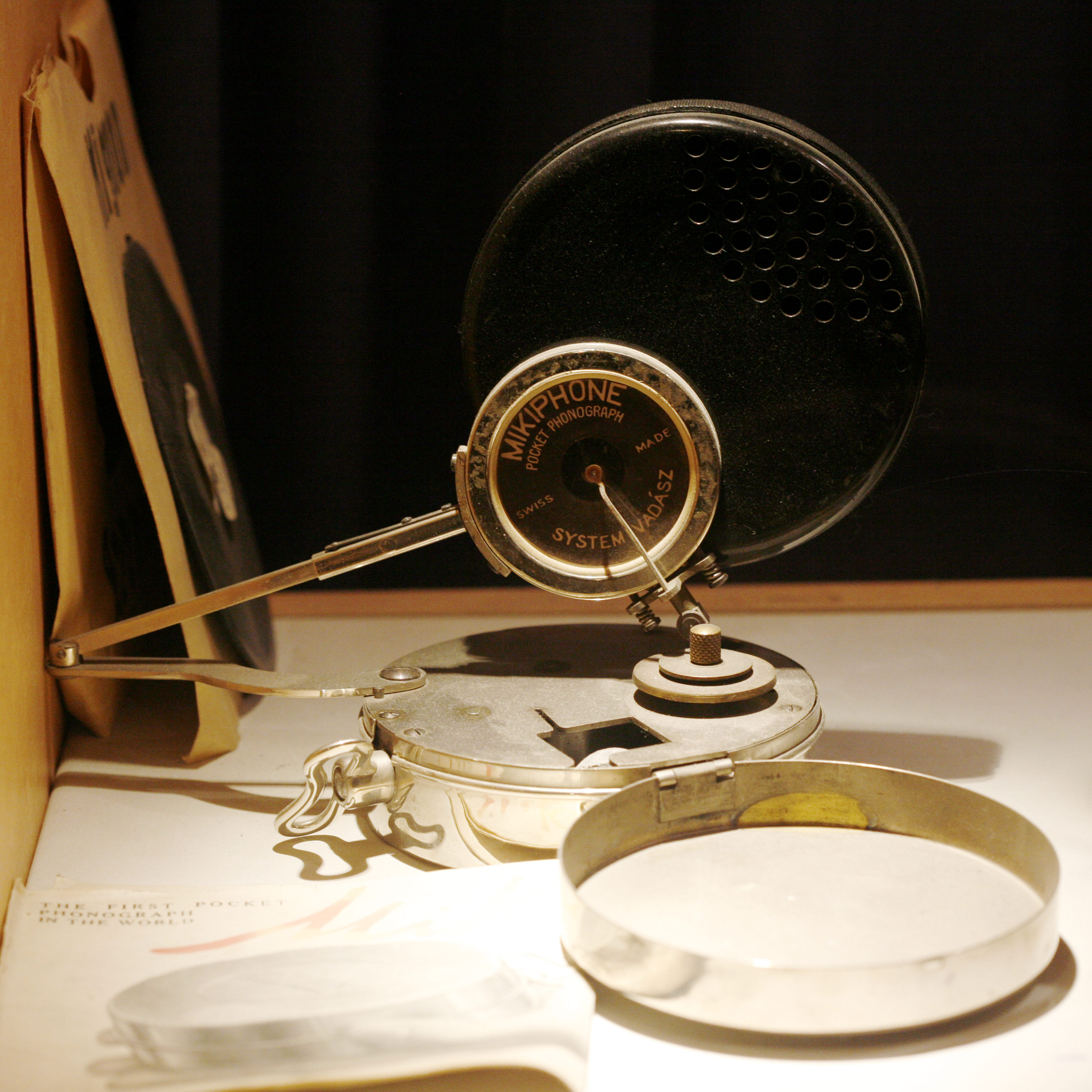
Mikiphone mit Bakelit Schallresonator der Firma Paillard & Cie aus Sainte-Croix in der Schweiz.

Bei einem Mikiphone (System Vadasz) handelt es sich um ein Grammophon im Taschenformat, aus dem sich die Typenbezeichnung Pocket Phonograph, im deutschen Taschengrammophon, auch Taschenplattenspieler, ableitet. Jene Geräte, entwickelt von den aus Ungarn stammenden Gebr. Vadasz, gelten als die weltweit kleinsten ihrer Art, die in der Lage waren Schellackplatten abspielen zu können.

## Geschichte
Die Entwicklung des Mikiphones fing an mit den aus Ungarn stammenden Brüdern Nicolas und Etienne Vadasz, die um das Jahr 1917 mit der Konstruktion eines Taschengrammophons begannen und nach Abschluss der Entwicklungsarbeiten im Jahre 1924 die Patentierung des Kleingerätes erreichten.
Nachdem mit dem Unternehmen Paillard & Cie aus Sainte-Croix in der Schweiz ein Partner zur Aufnahme der Serienfertigung gefunden war, gelangte das Mikiphone nach 1925 in den Verkauf. Da Probleme hinsichtlich des Verkaufes zutage traten, wurde die monatliche Produktion erheblich gedrosselt und nach dem Absatz von 180'000 Taschenplattenspielern im Jahre 1927 eingestellt.
Das runde Gehäuse des Mikiphones aus Stahlblech hatte einen Durchmesser von 11,5 cm und eine Höhe von 5 cm im geschlossenen Zustand, bei einem Gewicht von 1,2 kg. Die Schalldosenmembran bestand aus Glimmer gekoppelt an einen Schallresonator aus Bakelit.